# 汉斯·雅各布森
汉斯·霍夫高·雅各布森（丹麥語：Hans Hovgaard Jakobsen，1895年2月20日—1980年10月17日），丹麦男子竞技体操运动员。他曾代表丹麦获得1920年夏季奥运会体操比赛男子团体瑞典式银牌。他于1980年在欧登塞去世。